# Husův sbor (Olomouc)
Husův sbor je kostel Církve československé husitské v Olomouci. Nachází se na severozápadním okraji historického jádra (katastrální území Nová Ulice). Jde o trojlodní baziliku postavenou v neoklasicistickém slohu  s výrazným čelním prvkem vstupního schodiště, mohutného sloupoví a střešní kupole. Je zapsána na seznamu nemovitých kulturních památek České republiky.

## Historie
Náboženská obec Církve československé v Olomouci byla ustavena roce v 1923 a zahájila přípravy na výstavbu vlastního bohoslužebného chrámu. Byl zakoupen  pozemek za severními hradbami na břehu Mlýnského potoka. 
Sbor projektoval v letech 1924–1925 architekt Hubert Aust a postavil jej mezi roky 1925–1926 František Petřík (základní kámen byl položen 6. července 1925 při výročí Husovy smrti). Se stavbou pomáhali lidé z širokého okolí finančními dary i vlastní prací. V roce 1938 bylo místo přednáškového sálu v suterénu Hubertem Austem vyprojektováno kolumbárium, které poté od září 1940 do dubna 1942 pod Husovým sborem postavil Jan Komrska z Olomouce-Lazců. V roce 1955 bylo ještě rozšířeno.

## Popis
Hlavní prostora modlitebny se nachází ve zvýšeném přízemí. Přístupná je monumentálním schodištěm se šesti sloupy s hlavicemi. Celý chrám je završen kopulovou neckovitou střechou s lucernou a věžičkou. V zadní části kostela je věž zakončená kalichem, umístěná asymetricky k hmotě chrámu. Byla vyprojektována dodatečně na podnět Karla Farského.  Pod kostelem se nachází kolumbárium, přestavěné z původního přednáškového sálu. 
Hlavní střední loď má výšku 15 m a délku 30 m, boční lodě měří na výšku 9,75 m. V kněžišti polokruhového půdorysu je na zdi s vysokým táflováním upevněn masivní dřevěný Krucifix. V popředí je  oltářní menza, dřevěný stůl byl zhotoven v roce 1932 podle návrhu H. Austa.  Nalevo je umístěna  křtitelnice z červeného mramoru.  Strop chrámového prostoru je zaklenut valeně a rozčleněn na výrazné reliéfní čtvercové kazety. U vstupní části je na sloupech  položena kruchta s varhanami.   
Součástí budovy jsou kromě modlitebny další prostory určené k zajištění provozu sboru, umístěné v přístavcích severního a západního bloku budovy:  kanceláře farního úřadu, zasedací místnost, klubovna, dílna, skladiště a sociální zařízení. Personál sboru má možnost užívat čtyři bytové jednotky.
Kapacita sálu je cca 200 míst. Konají se zde příležitostně i koncerty a kulturní vystoupení.

### Kolumbárium
Kolumbárium je umístěno pod kostelem a je ve stejném architektonickém stylu jako kostel. Urny s popelem jsou ve stěnách z červeného mramoru a jsou za deskami ze slovenského travertinu. Socha Krista je zmenšeným  odlitkem sochy vytvořené v roce 1908 Františkem Bílkem.
Některé z osobností uložených v kolumbáriu:
- Hubert Aust – architekt kostela
- Jindřich Lenhart
- Karel Lenhart
- Barbora Zápotocká
- Josef Rostislav Stejskal
- Bohumír Cigánek

## Galerie

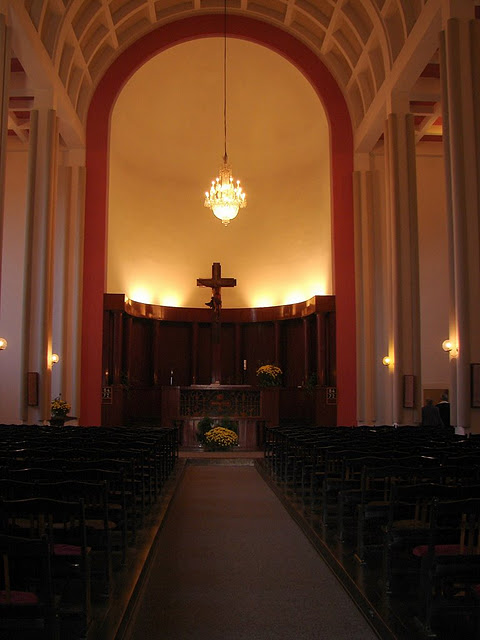
Interiér Husova sboru
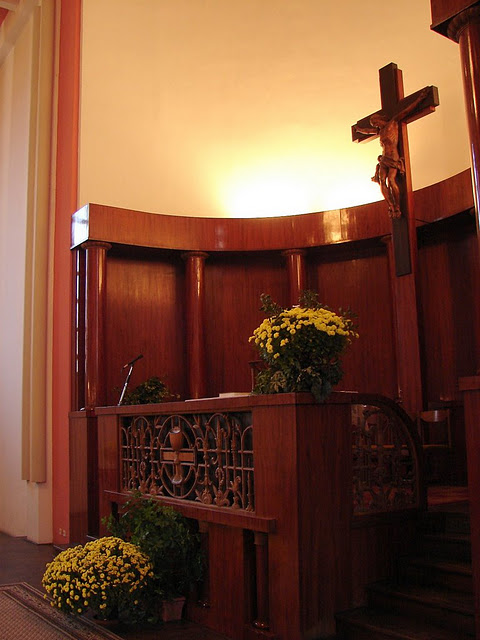
Oltář Husova sboru
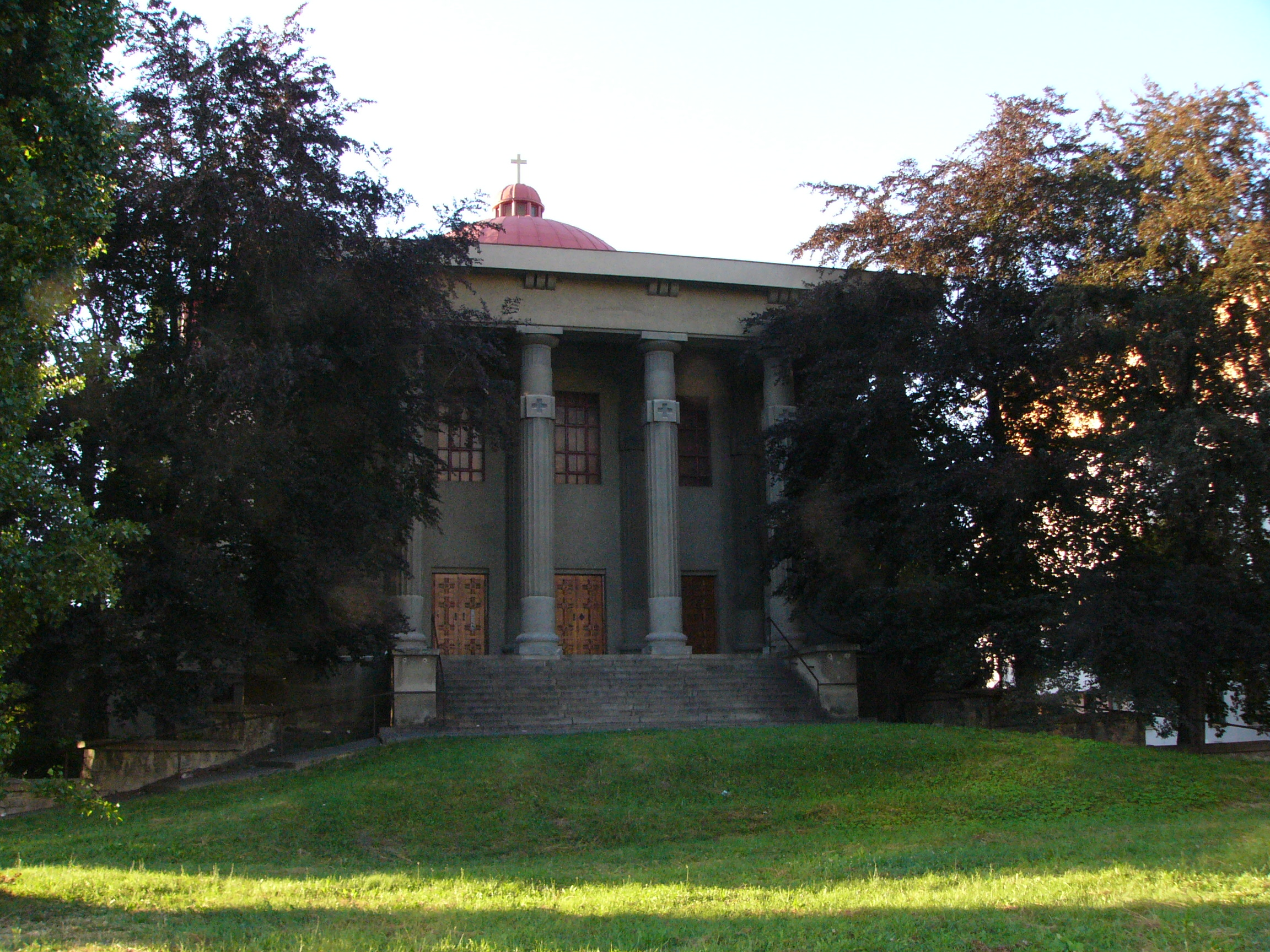
Husův sbor je ve vegetačním období částečně zakryt stromy
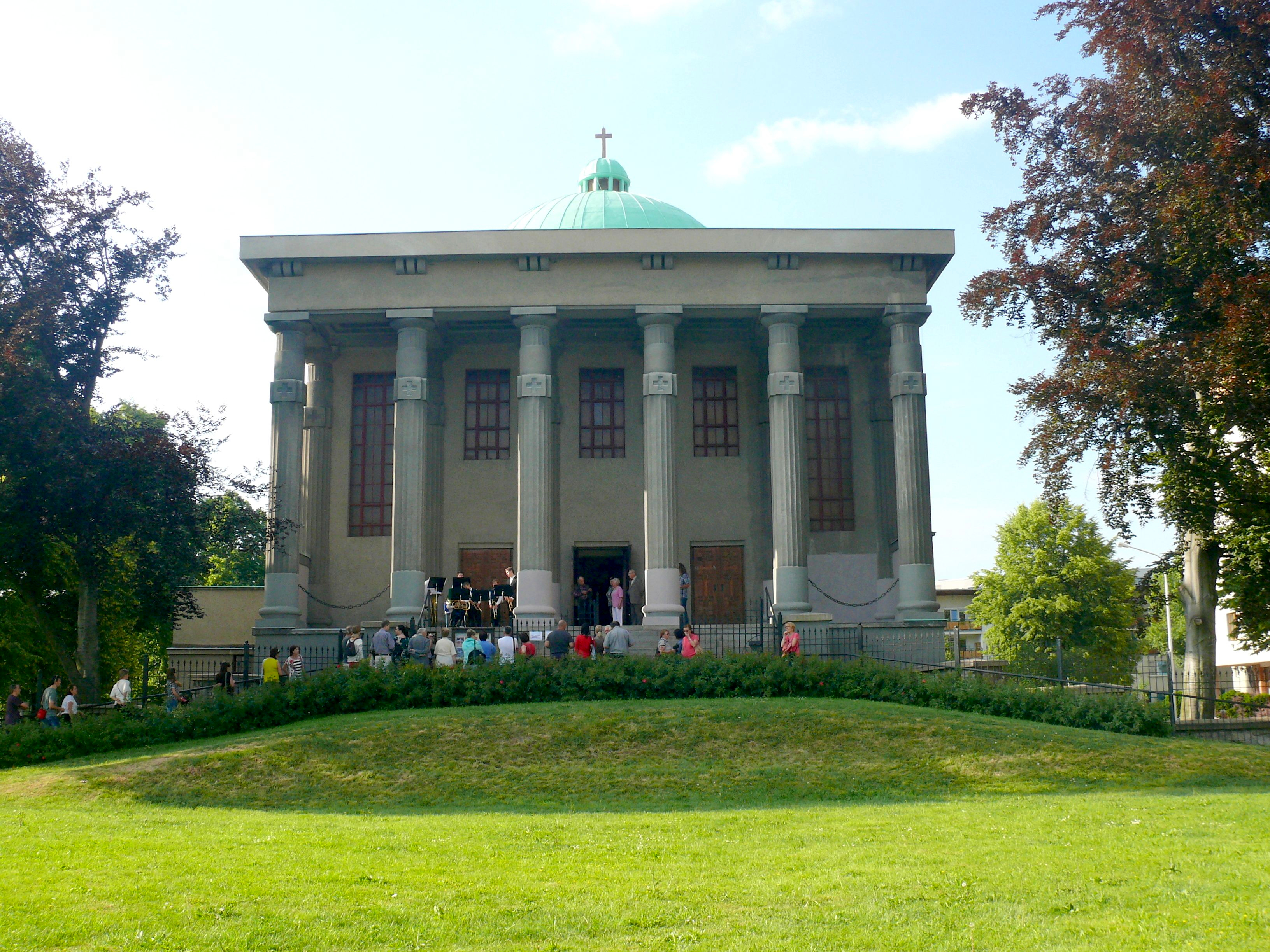
Husův sbor při Noci kostelů v roce 2016